# Iloprosta

Iloprosta é um medicamento usado para tratar a hipertensão arterial pulmonar (HAP), escleroderma e fenômeno de Raynaud.